# Doğançay (Mardin)

Doğançay

Doğançay (syrisch ܡܙܝܙܚ Mizizah, auch Mzizah, kurdisch Mizîzex) ist ein Dorf im Landkreis Midyat in der Provinz Mardin im Südosten der Türkei im Gebirgszug Tur Abdin. Der Ort hatte im Jahr 2011 180 Einwohner und wird von Aramäern und Kurden bewohnt.

## Lage
Dogançay liegt etwa 10 km südöstlich von Midyat und ca. 16 km vom Kloster Mor Gabriel entfernt, nördlich der neu ausgebauten Straße von Mardin bis Cizre im zentralen Tur Abdin, weitere Ortschaften in der Umgebung verteilen sich wie folgt:
| Midyat 10 km  |                                             | Gülgöze 11 km    |
|               | Kompassrose, die auf Nachbargemeinden zeigt |                  |
| Yemişli 24 km | Taşköy 23 km                                | Yayvantepe 14 km |

Doğançay befindet sich im Zentrum einer Hochfläche mit einem Radius von 2 km und ist von fruchtbaren Ackerflächen umgeben. Die Hauptstraße zum Dorf führt vorbei an einem Teich, von dem aus man den lang gestreckten Ort mit seiner Burg und der im 6. Jahrhundert erbauten Kirche Mor Yuhanun vor sich liegen sieht.

## Bevölkerung
Die ersten Einwohner von Mizizah kamen Anfang des 19. Jahrhunderts aus Iwardo und danach aus anderen aramäischen Dörfern, u. a. aus Bashoq/Beth-Ishok, Kafarbe, Urnus/Arnas, Iwardo, Rowen und Zaz. Heute (2008) leben nur noch 6 aramäische Familien in diesem Dorf.
Ein Teil der verlassenen Häuser wird heute von den ca. 30 kurdischen Familien als Vorratslager genutzt, aber die meisten Häuser sind jedoch leerstehend und zum Teil verfallen.
Von der ehemaligen aramäischen Bevölkerung leben heute 30 Familien in Syrien, 339 in Deutschland, 30 in den Niederlanden, 124 in Schweden, eine in Belgien und vier in Istanbul.

## Wirtschaft und Infrastruktur
Die Bevölkerung lebt hauptsächlich von Ackerbau und Viehzucht, die Landwirtschaft wird hauptsächlich zur Selbstversorgung betrieben. Es wird auch Wein angebaut.

## Geschichte

### Völkermord 1915
Im Jahr des Schwertes 1915 lebten im Dorf etwa siebzig aramäische und fünfzig kurdische Familien. Ein großer Teil davon floh, als die Massaker an den Christen begannen, nach Aynwardo, wo sie eine mehr als 50-tägige Belagerung überstanden. Als sie nach dem folgenden Waffenstillstand zurückkehrten, wurden mehrere von ihnen auf dem Heimweg getötet. Ein Teil floh nach Syrien, später wanderten viele nach Europa aus.

## Kirchen und Religion
In Mizizah ist nur noch die im sechsten Jahrhundert erbaute St.-Johannes von Kfone Kirche erhalten. Sie befindet sich in der Mitte des Dorfes.
Von den anderen Kirchen, Mor Bar Saumo und Mor Shem´un, sind nur noch Ruinen zu sehen.
St. Johannes von Kfone, dem die Kirche geweiht ist, wurde in Athen geboren. Er wirkte als Schüler des heiligen Mar Augin zum Ende des vierten bis Anfang des fünften Jahrhunderts als Botschafter des Evangeliums im ganzen Tur Abdin. Nach der Legende wurde er im Dorf Kfone (türkisch Derikvan) in der Nähe von Zaz beigesetzt.
Es existiert noch eine Kirchenschule mit ca. 20 Schülern, sie wird von einem Messdiener namens Murat bar Isa Aydin betreut.

### Bekannte Bewohner
Mor Kyrillos Yausef Mizahoyo, Sohn von Nison, war Bischof der Diözese von Hah im Tur Abdin bis ihn der 91. Patriarch der Syrisch-Orthodoxen Kirche, Mor Behnam Hedloyo (1413–1455) im Jahre 1446 zum Erzbischof der Diözese von Phönizien (heute Libanon) weihte.
Der Höhepunkt seines Werdeganges war im Jahre 1467 die Weihe zum Katholikos (aramäisch Maphiryono) der Diözese des Ostens (heute Iran, Irak) durch den 92. Patriarchen Chalaf Macednoyo (1456–1484). Er bekam daraufhin den Beinamen Kyrillos.
Er ließ sich später in der Diözese von Homs in Syrien nieder, wo er auch begraben ist.